# Metaphidippus bispinosus
Metaphidippus bispinosus là một loài nhện trong họ Salticidae.
Loài này thuộc chi Metaphidippus. Metaphidippus bispinosus được Frederick Octavius Pickard-Cambridge miêu tả năm 1901.